# Südenfriedhof

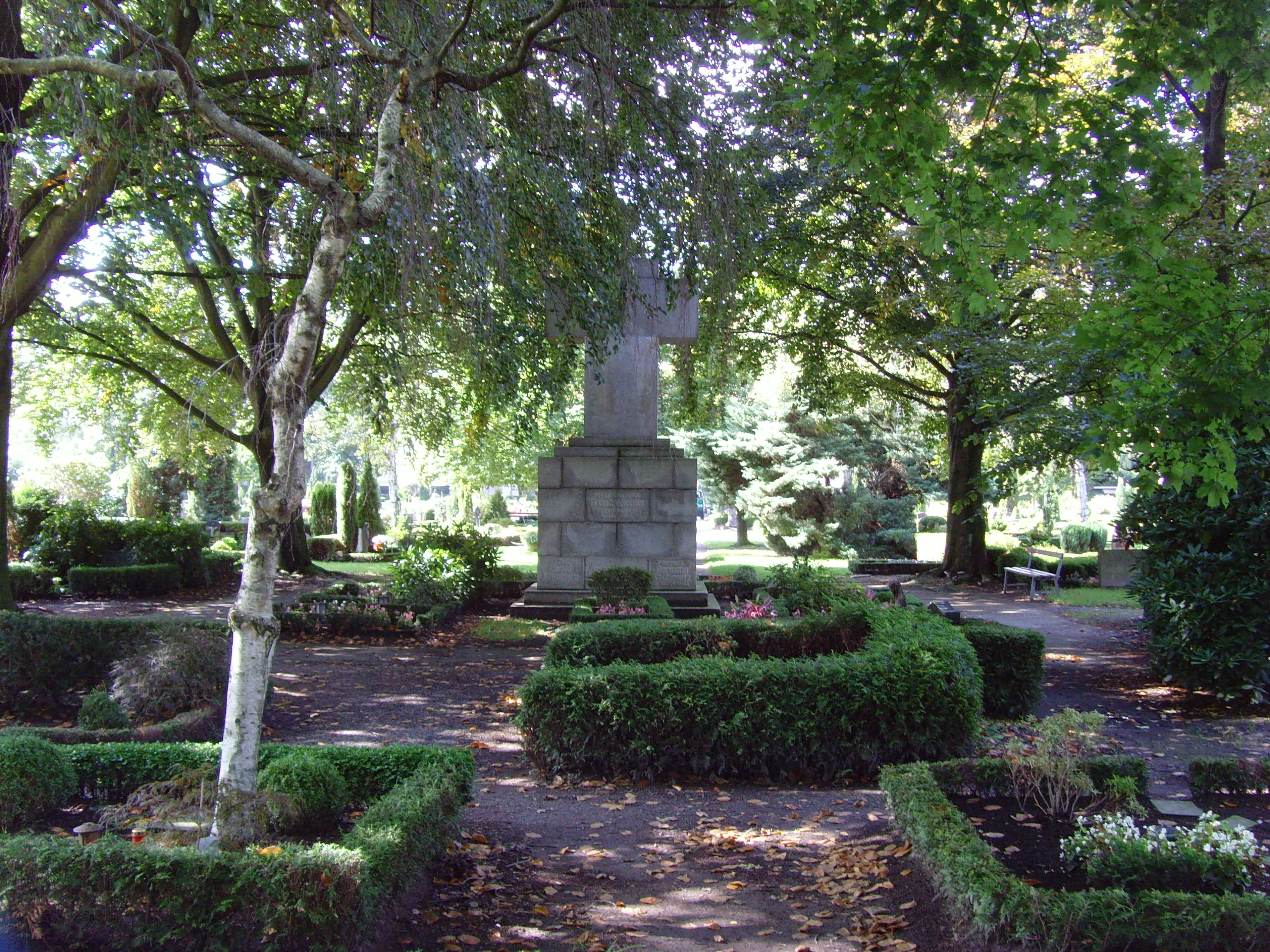
Denkmal auf dem Südenfriedhof

Der Südenfriedhof ist ein Friedhof im Süden der nordrhein-westfälischen Stadt Hamm, der aus einem evangelischen, einem katholischen und einem kommunalen Teil besteht.

## Kriegsgräberstätten auf dem Südenfriedhof Hamm/Westf.
Der Ehrenfriedhof auf dem katholischen Teil des Friedhofs ist eine der größten von 34 Kriegsgräberstätten im Stadtgebiet von Hamm, auf denen insgesamt 2.056 Tote aus beiden Weltkriegen beigesetzt wurden. Auf dem Südenfriedhof ruhen nach Angaben des Volksbundes Deutsche Kriegsgräberfürsorge 160 Tote aus dem Ersten und 1.115 Tote aus dem Zweiten Weltkrieg, im Einzelnen: 759 Deutsche, 452 Sowjetbürger, 19 Franzosen, 16 Polen, 10 Niederländer, 9 Italiener, 4 Belgier, 2 Jugoslawen, 1 Grieche, 1 Litauer, 1 Österreicher und ein Unbekannter. Im Jahre 1950 wurde zur Erinnerung an die in Hamm umgekommenen 458 sowjetischen Soldaten und Zivilpersonen ein Obelisk errichtet.
Am 21. Mai 1997 erfuhr die Beisetzung von drei Mitgliedern einer Flugzeugbesatzung besonderes Medieninteresse, deren Leichname erst 53 Jahre nach dem Absturz bei Bokel in Schleswig-Holstein geborgen werden konnten, nachdem 1944 zur Vertuschung der Absturzursache lediglich Scheinbestattungen durchgeführt worden waren.

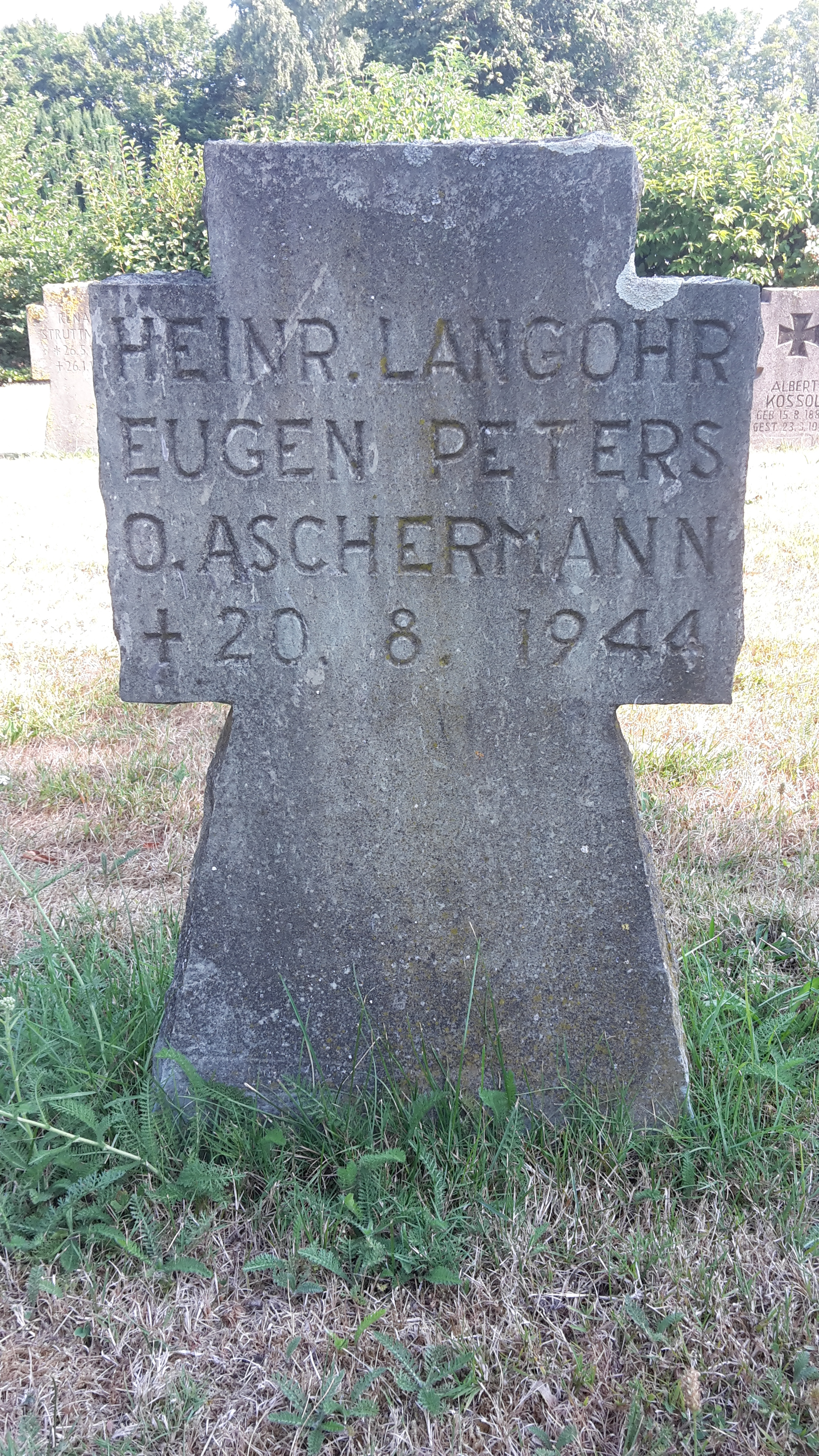
Grabstein der Absturzopfer